# کشتی مین‌جمع‌کن کلاس ویدار
کشتی مین‌جمع‌کن کلاس ویدار (به انگلیسی: Vidar-class minesweeper) یک کلاس از کشتی است که طول آن 64.8 m می‌باشد.